# CDI-tändning
CDI-tändning (av engelskans Capacitive Discharge Ignition) eller kapacitivt tändsystem är ett tändsystem för motorer. CDI-tändning använder sig av en eller flera kondensatorer för att lagra energi, som överförs till tändstiftet via en tändspole för att generera en gnista i önskat tändögonblick. Tändsystemet omfattar kondensatorer (vanligen 400 V) för lagring av energi, en transformator för att omvandla lågvoltslikspänning till högspänning, laddningselektronik vilken snabbt kan ladda upp kondensatorerna, en brytare vilken sammanbinder kondensatorn med tändspolen vid tändögonblicket och tändspolar med låg induktans. Brytaren kan vara mekanisk eller transistorbaserad, vanligen används det senare.